# 陈武 (1954年)
陈武（1954年11月— ），男，壮族，广西崇左人，中国共产党、中华人民共和国政治人物，副国级领导人。1972年10月参加工作，1975年2月加入中国共产党。广西大学哲学系毕业，中共中央党校在职研究生学历。第十八届中共中央候补委员（十八届七中全会递补为中央委员）、第十九届中央委员。曾任中共广西壮族自治区党委副书记、自治区人民政府主席等职务。现任第十四届全国政协副主席。

## 生平

### 早年及广西壮族自治区
1954年11月，陈武出生在广西壮族自治区崇左市。中学毕业后，18岁的陈武进入广西壮族自治区南宁市第一粮库、西平桥大米厂当工人；1975年，调入南宁市粮食局政工科工作。高考制度恢复后，陈武考入广西大学哲学系学习；毕业后，被分配到广西壮族自治区计划委员会工作，历任自治区计划委员会主任科员、副处长、处长；期间，曾先后在四川大学国民经济管理系、对外经济贸易大学德语专业进修，并在1990年至1991年间，被派赴联邦德国进修。1993年6月，出任南宁地区行署专员助理；1994年，升任行署副专员；1995年，任中共南宁地委委员、行署副专员。
1998年，陈武回到广西壮族自治区政府任职，出任自治区经济体制改革委员会办公室主任；此后，历任自治区政府副秘书长、兼办公厅副主任，秘书长、兼办公厅主任；2005年，升任自治区政府副主席，主持北部湾港的规划建设；2009年，出任自治区党委常委、区政府副主席；2011年9月，调任中共南宁市委书记。2013年3月，出任中共广西壮族自治区党委副书记、广西壮族自治区人民政府副主席、代理主席。2013年4月，陈武当选广西壮族自治区人民政府主席。2020年10月，到龄卸任。2018年2月24日，当选为第十三届全国人大代表。

### 全国人大
2020年11月，十三届全国人大常委会第二十三次会议任命陈武为全国人大财政经济委员会副主任委员。

### 全国政协
2023年3月10日，陈武在政协第十四届全国委员会上当选为全国政协副主席。